# Rekultivační jezero

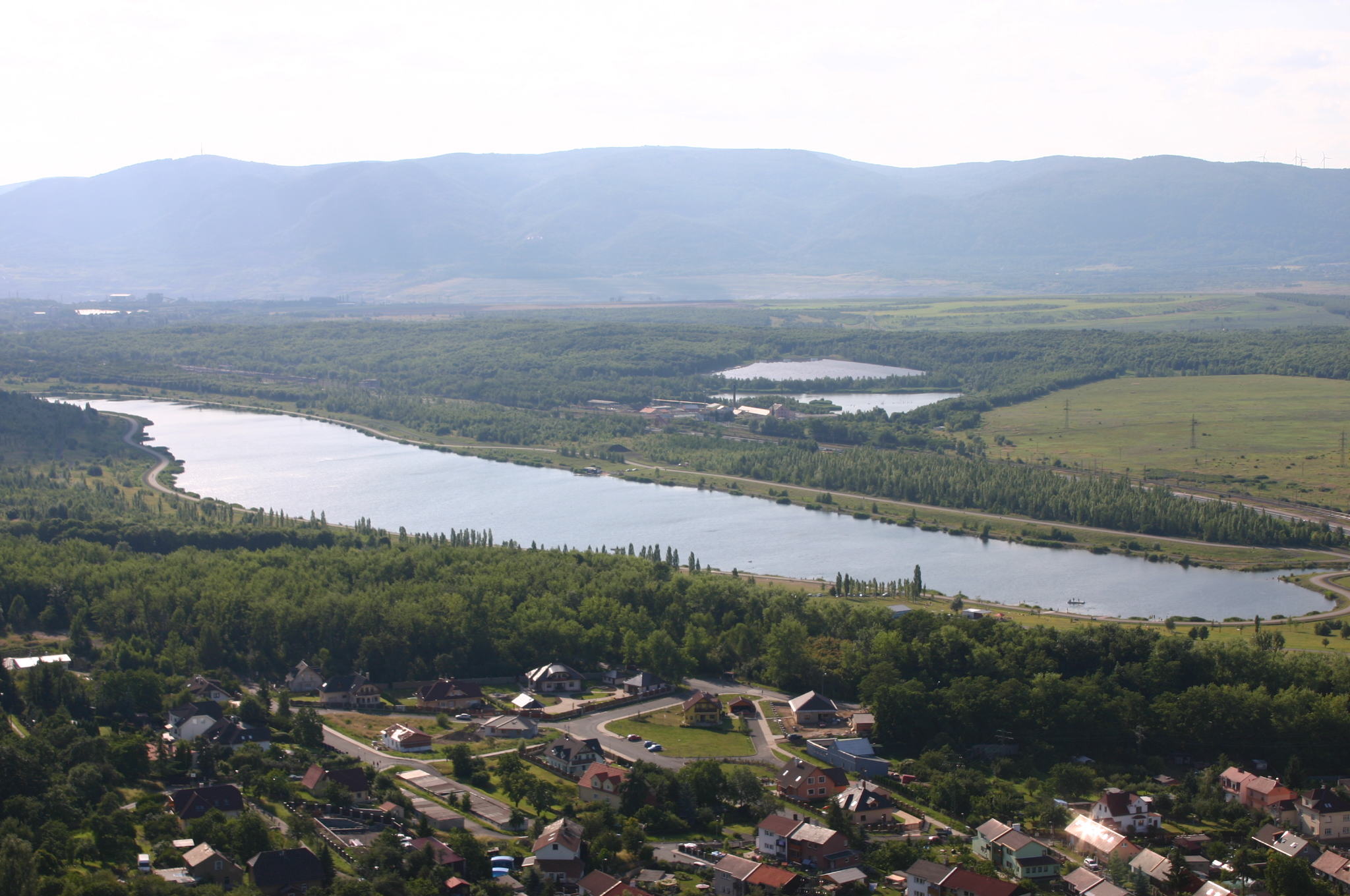
Lomové rekultivační jezero Matylda

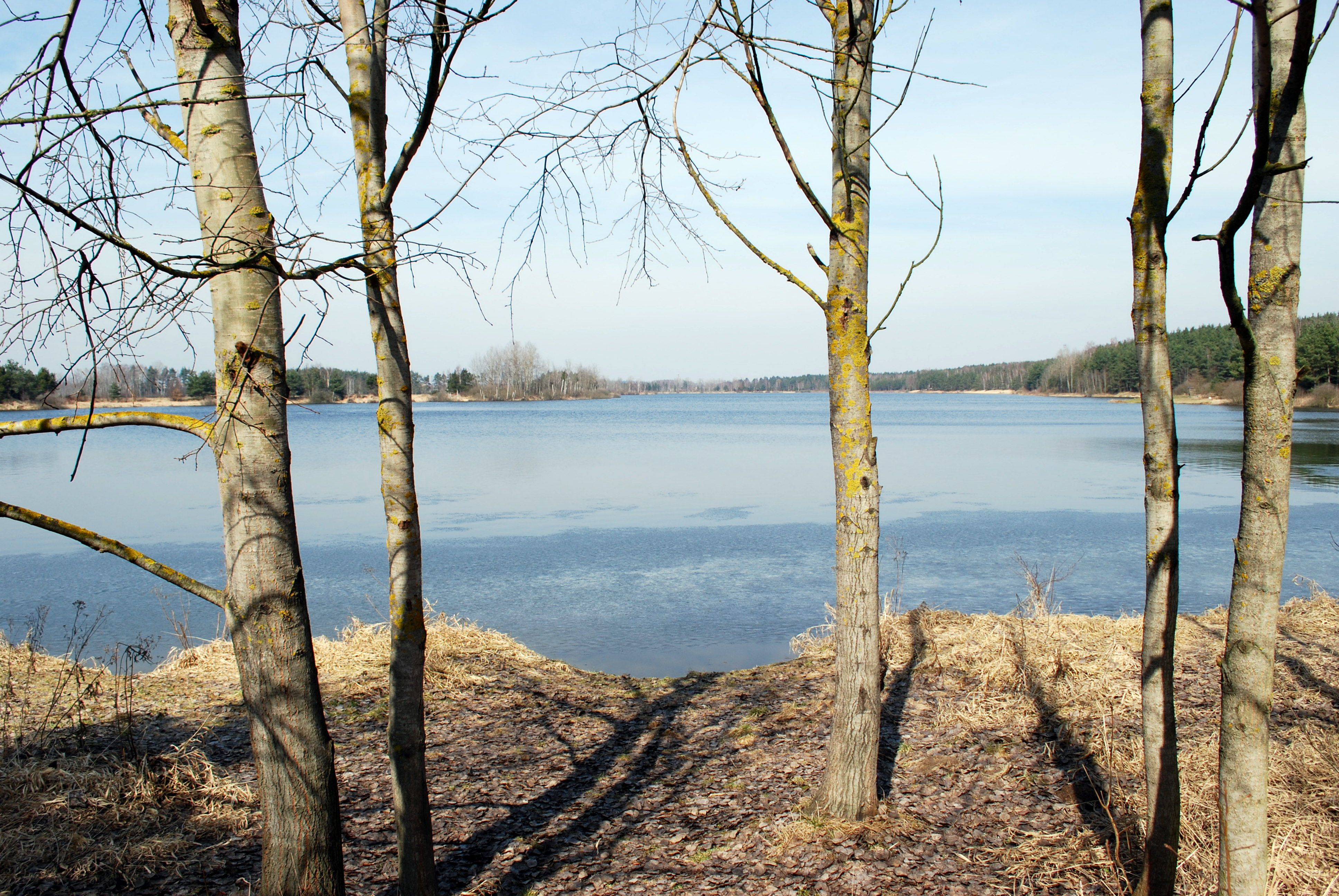
Pískové rekultivační jezero Vlkovská pískovna

Rekultivační jezero je jezero, které vzniklo nebo vzniká během rekultivačních procesů obnovujících přirozený ráz krajiny, která byla narušena důlní nebo jinou činností člověka. Patří mezi antropogenní jezera.

## Typy
- důlní rekultivační jezero — vzniká zatopením dolu
- lomové rekultivační jezero — vzniká zatopením lomu
- pískové rekultivační jezero — vzniká zatopením pískovny
- štěrkové rekultivační jezero — vzniká zatopením štěrkovny
- hliněné rekultivační jezero — vzniká zatopením hliniště (např. cihelny)

### Česko
- Rekultivační jezera v Česku